# Raïon de Podil
Le raïon de Podil (en ukrainien : Подільський район) est un raïon (district) urbain de Kiev, la capitale de l'Ukraine.
Il englobe des territoires dans le nord-ouest du centre-ville de Kiev.
Il est nommé d'après le quartier historique de Podil.

## Lieux d'intérêt
le Bosquet Kirillivsky, le Couvent de l'Ascension Florivski, la Descente Saint-André, l'Université nationale Académie Mohyla de Kiev, la Place de la poste, la Place des Contrats, la Fontaine de Samson, le port de Kiev, la Péninsule de Rybalskyi.